# Nadia Urbinati
Nadia Urbinati (Rimini, 26 gennaio 1955) è una politologa, storica della filosofia e giornalista italiana naturalizzata statunitense.

## Biografia
Ha conseguito la maturità all'istituto magistrale di Rimini, per poi laurearsi in filosofia a Bologna. Nel 1992 è stata borsista della Fondazione Luigi Einaudi di Torino.
Titolare della cattedra di scienze politiche alla Columbia University di New York, è stata visiting professor presso altre istituzioni (in Italia presso la Scuola Superiore Sant'Anna di Pisa e l’Università Bocconi di Milano). Come ricercatrice ha focalizzato le sue ricerche sul pensiero politico moderno e contemporaneo, indagando in particolare il liberalismo e il liberal-socialismo, il cosmopolitismo e le teorie politiche federaliste; in anni più recenti ha esteso i suoi studi alle teorie della sovranità e della rappresentanza politica, alla formazione dell’opinione nei sistemi democratici rappresentativi e alla nascita dei populismi. Tra i fondatori della rivista Reset, collaboratrice di periodici nazionali quali La Repubblica, Il Manifesto e Left, della sua copiosa produzione saggistica si citano qui: Le civili libertà (1990); Cosa significa essere americani (1992); Individualismo democratico (1997); Mill on democracy (2002); Representative democracy: principles and genealogy (2006); Liberi e uguali (2011); La trasformazione antiegualitaria (2012); Democrazia sfigurata. Il popolo tra verità e opinione (2014); La vera Seconda Repubblica: l’ideologia e la macchina (con D. Ragazzoni, 2016); Costituzione italiana: articolo 1 (2017); Utopia Europa (2019); La democrazia del sorteggio (2020); Io il popolo. Come il populismo trasforma la democrazia (2020); Pochi contro molti. Il conflitto politico nel XXI secolo (2020); L'ipocrisia virtuosa (2023). Commendatore della Repubblica Italiana dal 2009.
Ha pubblicato saggi sul liberalismo, su John Stuart Mill, sull'individualismo, sui fondamenti della democrazia rappresentativa, su Carlo Rosselli.
Collabora con i quotidiani L'Unità, La Repubblica, Il Fatto Quotidiano e con Il Sole 24 Ore; dal 2019 collabora con il Corriere della Sera e con il settimanale Left e dal 2020 con Domani. Negli Stati Uniti è stata condirettrice della rivista Constellations.
Nel 2016 firma l'appello de Il Fatto Quotidiano a sostegno delle ragioni per il "No" per il referendum costituzionale sulla riforma Renzi-Boschi.
Dal 2016 al 2017 è stata presidente di Libertà e Giustizia; è stata vice-presidente sotto la successiva presidenza di Tomaso Montanari.

## Opere

### Saggi
- Nadia Urbinati, Individualismo democratico. Emerson, Dewey e la cultura politica americana, collana: Saggi.Scienza e filosofia, Donzelli, 1997, ISBN 88-7989-319-X.
- Nadia Urbinati, L'ethos della democrazia. Mill e la libertà degli antichi e dei moderni, collana: Biblioteca di cultura moderna, Laterza, 2006, ISBN 88-420-7093-9.
- Nadia Urbinati, Representative Democracy: Principles and Genealogy, University of Chicago Press, 2006, ISBN 978-0-226-84279-0.
- Nadia Urbinati, Ai confini della democrazia. Opportunità e rischi dell'universalismo democratico, collana: Saggine, Donzelli, 2007, ISBN 88-6036-193-1.
- Nadia Urbinati, Lo scettro senza il re. Partecipazione e rappresentanza nelle democrazie moderne, collana: Saggine, Donzelli, 2009, ISBN 978-88-6036-356-5.
- Nadia Urbinati, Individualismo democratico. Emerson, Dewey e la cultura politica americana, collana: Virgolette, Donzelli, 2009, ISBN 978-88-6036-314-5.
- Nadia Urbinati, Democrazia rappresentativa. Sovranità e controllo dei poteri, collana: Saggi.Storia e scienze sociali, Donzelli, 2010, ISBN 978-88-6036-478-4.
- Nadia Urbinati, Liberi e uguali. Contro l'ideologia individualista, collana: Anticorpi, Laterza, 2011, ISBN 88-420-9540-0.
- Nadia Urbinati e Marco Marzano, Missione impossibile : la riconquista cattolica della sfera pubblica, collana Contemporanea, Bologna, Il mulino, 2013, ISBN 978-88-15-24649-3.
- Nadia Urbinati, The tyranny of the moderns, traduzione di Martin Thom, New Haven, Yale University Press, 2015, ISBN 9780300182774.
- Nadia Urbinati e David Ragazzoni, La vera seconda Repubblica: l'ideologia e la macchina, collana I fili, Milano, Raffaello Cortina, 2016, ISBN 978-88-6030-810-8.
- Nadia Urbinati, Democrazia sfigurata : il popolo fra opinione e verità, collana UBE paperback, traduzione di M. Cupellaro, G. Barile, T. Quirico, Milano, EGEA, 2016, ISBN 978-88-8350-213-2.
- Nadia Urbinati, Costituzione italiana : articolo 1, collana Sfere extra. Costituzione italiana, Roma, Carocci, 2017, ISBN 978-88-430-8857-7.
- Nadia Urbinati, Il nobile compromesso della democrazia, in Alfonso Alfonsi e Luciano d'Andrea (a cura di), Aldo Moro, Soveria Mannelli, Rubbettino, 2018,  pp. [297]-304, ISBN 978-88-498-5607-1.
- Nadia Urbinati, Utopia Europa, collana Nodi, intervista di Antonio Fico, Roma, Castelvecchi, 2019, ISBN 978-88-328-2618-0.
- Nadia Urbinati, Pochi contro molti : il conflitto politico nel 21. secolo, collana I Robinson. Letture, Bari ; Roma, Laterza, 2020, ISBN 978-88-581-4070-3.
- Nadia Urbinati, Io, il popolo. Come il populismo trasforma la democrazia, collana Saggi, traduzione di Costanza Bertolotti, Bologna, Il mulino, 2020, ISBN 978-88-15-28601-7.
- Nadia Urbinati e Luciano Vandelli, La democrazia del sorteggio, collana Vele, Torino, Einaudi, 2020, ISBN 978-88-06-23285-6.

### Curatele
- Norberto Bobbio, L'essenziale di ‘Destra e sinistra’, a cura di Nadia Urbinati, Donzelli, 1991.
- Giuseppe Mazzini, Cosmopolitismo e nazione, a cura di Stefano Recchia e Nadia Urbinati, collana I timoni, Roma, Castelvecchi, 2016, ISBN 978-88-6944-759-4.
- Manuel Anselmi, Paul Blokker, Nadia Urbinati (a cura di), Populismo di lotta e di governo, collana Ricerche, Milano, Fondazione Giangiacomo Feltrinelli, 2018, ISBN 978-88-6835-321-6.
- Mauro Boarelli, Carlo Ginzburg, Nadia Urbinati (a cura di), Il '77 da vicino e da lontano, collana Biblioteca dell'Archiginnasio, Bologna, Comune, 2019.

## Premi e riconoscimenti
- Nel 2004 ha ricevuto il David and Elaine Spitz Prize, dalla Conference for the Study of Political Thought, per il suo libro Mill on Democracy: From the Athenian Polis to Representative Government (Chicago 2002), come migliore monografia sul liberismo democratico pubblicato nel 2002[7].
- Nel 2009 ha ricevuto il Lenfest Distinguished Columbia Faculty Award, per il suo impegno nella ricerca scientifica e nell'insegnamento[8].